# Recas
Recas – gmina w Hiszpanii, w prowincji Toledo, w Kastylii-La Mancha, o powierzchni 31,05 km². W 2011 roku gmina liczyła 4160 mieszkańców.